# Annandale (Virginia)
Annandale ist ein census-designated place (CDP) in Fairfax County im US-Bundesstaat Virginia. Das U.S. Census Bureau hat bei der Volkszählung 2020 eine Einwohnerzahl von 43.363 ermittelt.

## Geographie
Laut dem United States Census Bureau dehnt sich die Fläche von Annandale auf 35,8 km² aus. Davon sind 0,17 % Wasserfläche. Das Gebiet liegt östlich der Fall Line.

## Bevölkerung
Im Jahr 2010 lebten in Annandale dem Zensus zufolge 41.008 Menschen. Im Jahr 2000 waren noch knapp 55.000 Einwohner gezählt worden. Demnach hat Annandale innerhalb von zehn Jahren mehr als 25 Prozent seiner Einwohner eingebüßt. 2010 waren 51,6 Prozent der Einwohner Weiße, 7,2 Prozent Afroamerikaner, 22,8 Prozent asiatischer Herkunft und 0,7 Prozent gehörten den amerikanischen Ureinwohnern an.

## Wirtschaft
Annandale ist Sitz diverser Unternehmen. Die größten sind Noblis, ein Tochterunternehmen der Mitre Corporation und die Computer Sciences Corporation.

## Persönlichkeiten
- Tony Cavalero (* 1983), Schauspieler und Komiker
- Bilal Hamid (* 1990), Fußballspieler